# 121 a. C.
El año 121 a. C. fue un año del calendario romano prejuliano. En el Imperio romano, fue conocido como el año 633 Ab Urbe condita.

## Acontecimientos

### Por lugar

#### Roma
- El Senado romano aprueba la moción senatus consultum ultimum, que el cónsul Lucio Opimio interpreta en el sentido de que le da un poder ilimitado para conservar la República. Reúne una fuerza armada de senadores y sus partidarios para enfrentarse a Cayo Graco. Se lucha una cerrada batalla en el interior de Roma, lo que da como resultado la muerte de Graco y muchos de sus seguidores.
- Quinto Fabio Máximo, aliado con los eduos, derrotan a los arvernos y los alóbroges en la Galia Transalpina, estableciendo de esta manera la provincia para Roma.

#### Asia
- Guiados por el general Huo Qubing, los ejércitos de la dinastía Han derrotan a los xiongnu.

- Datos: Q45014